# 11.º Exército (Alemanha)
A 11ª Exército (em alemão:11. Armee) foi um exército de campo alemão durante a Segunda Guerra Mundial.

## Comandantes
| Comandante                                                   | Data                                                 |
| ------------------------------------------------------------ | ---------------------------------------------------- |
| Generaloberst Eugen Ritter von Schobert                      | 25 de outubro de 1940 - 12 de setembro de 1941 (KIA) |
| Generalfeldmarschall Erich von Lewinski genannt von Manstein | 13 de setembro de 1941 - 21 de novembro de 1942      |
| SS-Obergruppenführer Felix Steiner                           | janeiro de 1945 - 5 de março de 1945                 |
| Desconhecido                                                 | 5 de março de 1945 - 2 de abril de 1945              |
| General der Infanterie Otto Hitzfeld                         | 2 de abril de 1945 - 8 de abril de 1945              |
| General der Artillerie Walther Lucht                         | 8 de abril de 1945 - 23 de abril de 1945             |

## Chiefs of Staff
| Generalmajor Otto Wöhler      | 5 de outubro de 1940 - 1 de abril de 1942    |
| Desconhecido                  | 1 de abril de 1942 - 12 de maio de 1942      |
| Generalmajor Friedrich Schulz | 12 de maio de 1942 - 21 de novembro de 1942  |
| Oberst Fritz Estor            | 1 de fevereiro de 1945 - 23 de abril de 1945 |

## Oficiais de operações
| Oberst Theodor Busse             | 25 de outubro de 1940 - 21 de novembro de 1942 |
| Oberstleutnant Rudolf Danckworth | 15 de fevereiro de 1945 - 5 de abril de 1945   |
| Oberstleutnant Hans Roschmann    | 5 de abril de 1945 - 23 de abril de 1945       |

## Área de operações
| Alemanha                      | outubro de 1940 - maio de 1941      |
| Frente Oriental, setor sul    | junho de 1941 - setembro de 1942    |
| Frente Ocidental, setor norte | setembro de 1942 - novembro de 1942 |
| Leste da Pomerânia            | janeiro de 1945 - março de 1945     |
| Frente Ocidental              | abril de 1945                       |